# Alosa alabamae
Alosa alabamae је зракоперка из реда Clupeiformes и фамилије Clupeidae. 

## Угроженост
Ова врста се сматра угроженом.

## Распрострањење
Врста је присутна у Сједињене Америчке Државе.

## Станиште
Станишта врсте су речни екосистеми и слатководна подручја. 